# Lucia Tomasi Tongiorgi
Lucia Tomasi Tongiorgi (Pisa, 5 luglio 1939) è una storica dell'arte italiana.
Dopo gli studi iniziali sull’arte del Tre-Quattrocento, i suoi interessi si sono rivolti principalmente alla storia dei giardini, ai rapporti tra arte e scienza, all’iconografia naturalistica e alla storia dell’incisione e della grafica antica e contemporanea.

## Biografia
Lucia Tomasi è nata a Pisa il 5 luglio 1939; figlia unica di Enrico Tomasi, direttore della farmacia dell’Ospedale Santa Chiara di Pisa, e di Albertina (Tina) Ventura, docente di Storia della Pedagogia presso l’Università di Firenze. La famiglia si era trasferita da Parma quando il padre aveva ricevuto l’incarico presso il nosocomio toscano.
Nel 1944 è costretta a sfollare con i genitori perché la casa di famiglia viene occupata dalle truppe tedesche e adibita ad ospedale militare. Grazie alla professione di Enrico, i Tomasi trovano rifugio presso i locali della farmacia dell’Ospedale Santa Chiara di Pisa, e da lì, il 2 settembre, assistono all’ingresso delle truppe americane in Piazza dei Miracoli.

### Formazione
Dopo la maturità classica si iscrive alla Facoltà di Lettere e Filosofia dell’Università di Pisa. Nel 1962 si laurea in storia dell’arte con Carlo Ludovico Ragghianti, discutendo una tesi intitolata Storia della preistoria. Già in questi primi studi (come il saggio Ceraunie, pubblicato lo stesso anno su «Critica d’arte» e dedicato alla presenza delle selci scheggiate nelle Wunderkammern sin dal Cinquecento) emergono gli interessi della studiosa per i rapporti fra arte e scienza e per la storia del collezionismo in età moderna, destinati a rimanere un tema cardine delle sue ricerche.
Questo approccio, collocato ai confini fra le discipline umanistiche e scientifiche, fu rafforzato dall’unione con lo zoologo ed etologo Paolo Tongiorgi (1936-2018), suo marito dal 1961, al quale Lucia Tomasi Tongiorgi è rimasta sempre legata da un intenso sodalizio anche professionale. Ne è un esempio particolarmente significativo, fra i molti, la mostra curata da entrambi (con Maria Gioia Tavoni) Immagine e natura. L'immagine naturalistica nei codici e libri a stampa delle Biblioteche Estense e Universitaria, tenutasi a Modena nella primavera del 1984.
Dagli anni Sessanta in avanti (dopo un primo soggiorno negli Stati Uniti al seguito del marito) ha trascorso all’estero lunghi periodi di studio e docenza, continuando tuttavia a risiedere stabilmente a Pisa. Alla storia dell’arte e della cultura della sua città ha dedicato inoltre numerosi contributi, tra i quali gli studi sul Giardino dei Semplici, sulla storia della pittura e scultura moderna e sul collezionismo scientifico nell’età medicea.

### Insegnamento e attività di ricerca
Dopo aver insegnato nelle scuole superiori dal 1962 al 1975, è stata professoressa incaricata presso la Facoltà di Lettere e Filosofia dell’Università di Pisa (1975-1981), poi professoressa associata di Storia del disegno e della grafica (1981-1993). Dal 1993 professoressa di prima fascia di Storia dell’arte moderna, ha insegnato nelle Università di Udine e di Siena, prima di essere richiamata, nel 1998, alla cattedra di Storia dell’arte moderna dell’ateneo pisano, dove ha inoltre tenuto gli insegnamenti di Storia della grafica, Storia delle tecniche artistiche e Metodologia della storia dell’arte.
Per molti anni ha coordinato l’attività del Gabinetto Disegni e Stampe dell’Università di Pisa, ed è attualmente Presidentessa onoraria del Museo della Grafica, che del Gabinetto ospita oggi le collezioni. Dal 2002 al 2009 è stata Prorettrice vicaria, quindi delegata del Rettore per la cultura.
Nel quadro delle sue attività internazionali è stata fra l’altro visiting professor presso gli atenei di San Paulo e Campinas-Unicamp (Brasile), presso il Getty Center di Storia dell’Arte e dell’Umanità (Malibu, USA), presso il Department of History of Art dell’Università di Oxford (Isaiah Berlin visiting professor).
Componente del Comitato editoriale del Journal of Garden History, dirige la collana ‘Giardini e Paesaggio’ dell’Editore Olschki di Firenze. Collabora all’attività editoriale promossa da Aboca (Sansepolcro), in qualità di esperta dei rapporti tra arte e scienza.
Nel 2007 è stata nominata dal Ministero dei Beni Culturali fra i membri della Commissione Nazionale per le onoranze a Galileo Galilei; in questa veste ha organizzato nel 2009 la mostra Il cannocchiale e il pennello. Arte e scienza nell’età di Galilei, evento nel quale sono confluiti anni di studi sullo scienziato pisano e sul suo rapporto con le arti figurative. Numerose altre sono le esposizioni che ha curato o contribuito a collaborare in Italia (Galleria degli Uffizi, Firenze; Palazzo Reale, Milano; Palazzo Barberini, Roma) e all’estero.

## Ambiti di ricerca
I suoi interessi principali di ricerca si sono rivolti negli anni soprattutto all’immagine naturalistica, e in particolare all’illustrazione scientifica, alla pittura botanica, all’arte dei giardini e alla natura morta: muovendo dal contesto della Toscana medicea, ha dedicato studi e ricerche ad alcune figure cruciali in questo ambito, da Jacopo Ligozzi e Ulisse Aldrovandi fino a pittori di statura internazionale, come Giuseppe Arcimboldo. Di particolare rilievo è poi l’attenzione per la produzione femminile di pittura botanica e illustrazione scientifica, sia di età moderna sia recente; ne sono un esempio gli studi su Giovanna Garzoni e alcune riflessioni sul filo della storia sociale dell’arte.
Strettamente legato a questo settore di studi è l’ampio progetto di ricerca sull’iconografia botanica avviato nel 1990 presso la Oak Spring Garden Library di Upperville (Virginia, USA), su invito e con l’appoggio di Paul Mellon e della moglie Rachel (Bunny) Lambert. Dal vivace sodalizio culturale con quest’ultima, prolungatosi fino alla morte della collezionista nel 2014, hanno preso corpo numerosi studi, tra i quali spiccano i due cataloghi An Oak Spring Flora e An Oak Spring Herbaria. La studiosa ha portato avanti anche in seguito la collaborazione con la Oak Spring Garden Foundation, da ultimo dando alle stampe il volume Paul and Bunny Mellon: Visual Biographies. The Trompe l’Oeil Paintings at Oak Spring (2020). 
Alla storia dell’illustrazione e della grafica ha dedicato numerose pubblicazioni, che coprono un arco cronologico molto ampio, arrivando fino ad artisti contemporanei e anche viventi, fra i quali Giuseppe Viviani, Antonio Possenti e Tullio Pericoli. Nel 2020 ha collaborato alle mostre leonardiane dell’Accademia Nazionale dei Lincei, concentrandosi sulla traduzione in incisione dell’opera di Leonardo da Vinci, altro artista privilegiato nei suoi studi. 
Le ricerche di Lucia Tomasi Tongiorgi hanno contribuito in più occasioni a riportare alla luce figure pressoché dimenticate dagli studi, come quella del pittore e paesista Gherardo Cibo, a partire dal ritrovamento di due manoscritti erbari presso la British Library. Del 2021 è la pubblicazione di Ritratti, libri, giardini. Sebastiano Del Piombo, Fernando Colombo, Agostino Chigi, nel quale Tomasi Tongiorgi, a partire dall’identificazione del personaggio raffigurato nel Ritratto di umanista di Sebastiano del Piombo (Washington, National Gallery) come Fernando Colombo, ne traccia un profilo umano e intellettuale fra Italia e Spagna.

## Premi e riconoscimenti
È membro dell’Accademia Nazionale dei Lincei, dell’Accademia delle Arti del Disegno (Firenze), dell’Accademia dei Georgofili e Fellow della Linnean Society di Londra.
Nel 2009 è stata insignita dall’Ateneo pisano nel 2009 dell’Ordine del Cherubino.
Nel 2011 ha ricevuto il ‘Premio Anassilaos per la cultura’ della Città di Reggio Calabria.
Nel 2019, per il suo ottantesimo compleanno, l’Università di Pisa le ha reso omaggio con un convegno internazionale, tenutosi nell'aula magna storica del Palazzo della Sapienza, dal titolo Nel giardino delle arti e delle scienze. Giornata di studi per Lucia Tongiorgi Tomasi.

## Pubblicazioni (selezione)
- R.P. Ciardi e L. Tongiorgi Tomasi (a cura di), Le Pale della Crusca: cultura e Simbologia, Firenze, presso l'Accademia, 1983.
- R.P. Ciardi e L. Tongiorgi Tomasi (a cura di), Immagini anatomiche e naturalistiche nei disegni degli Uffizi: secoli XVI e XVII, Firenze, Olschki, 1984.
- L. Tongiorgi Tomasi, Immagine e natura. L'immagine naturalistica nei codici e libri a stampa delle Biblioteche Estense e Universitaria. Secoli XV-XVII, in collaborazione con M.G. Tavoni e P. Tongiorgi, Modena, Panini, 1984.
- L. Tongiorgi Tomasi e A. Tosi (a cura di), Flora e Pomona: l'orticoltura nei disegni e nelle incisioni dei secoli XVI- XIX, Firenze, Olschki, 1990.
- L. Tongiorgi Tomasi, A. Tosi e F. Tongiorgi (a cura di), Incisori e viaggiatori nella Toscana del Settecento, Pisa, Pacini, 1990.
- G. Olmi e L. Tongiorgi Tomasi, De piscibus: la bottega artistica di Ulisse Aldrovandi e l'immagine naturalistica, a cura di E. Crea, con un saggio di G. Folena, Roma, L'Elefante, 1993.
- L. Tongiorgi Tomasi (a cura di), Jacopo Ligozzi pittore naturalistico e i suoi ritratti di piante, Pisa, Pacini, 1993.
- F. Garbari e L. Tongiorgi Tomasi, Il Giardiniere del Granduca: storia e immagini del codice Casabona, Pisa, ETS, 1995.
- L. Tongiorgi Tomasi, An Oak Spring Flora. Flower Illustration from the Fiftheenth Century to the Present Day. A Selection of the Rare Books, Manuscripts and Works of Art in the collection of Rachel Lambert Mellon, Upperville (Va.), Oak Spring Garden Library, 1997.
- S. Meloni Trkulja e L. Tongiorgi Tomasi (a cura di), Bartolomeo Bimbi. Un pittore di piante e animali alla corte dei Medici, Firenze, Edifir, 1998.
- G. Olmi, L. Tongiorgi Tomasi e A. Zanca (a cura di), Natura-Cultura. L’interpretazione del mondo fisico nei testi e nelle immagini, Firenze, Olschki, 2000.
- L. Tongiorgi Tomasi e G. Hirchauer (a cura di), The flowering of Florence: Botanical Art for the Medici, Washington D.C., The National Gallery of Art, 2002.
- F. Garbari, L. Tongiorgi Tomasi e A. Tosi, Giardino dei semplici/Garden of Simples, Pisa, Edizioni Plus, 2002. (Premio Grinzane - Giardini Botanici Hanbury, XI edizione, 2003)
- L. Tongiorgi Tomasi (a cura di), Il ‘Palazzo alla Giornata’. Storia e memorie della sede del Rettorato dell’Università di Pisa, Pisa, Edizioni Plus, 2005.
- F. Garbari e L. Tongiorgi Tomasi, Flora: The ‘Erbario miniato’ and other drawings. The Paper Museum of Cassiano dal Pozzo, a cura di B. Elliot e M. Clayton, London, The Royal Collection in association with H. Miller, 2007.
- L. Tongiorgi Tomasi e L. Zangheri (a cura di), Bibliografia del giardino e del paesaggio italiano (1980-2005), Firenze, Olschki, 2008.
- L. Tongiorgi Tomasi e A. Tosi (a cura di), Il cannocchiale e il pennello. Nuova scienza e nuova arte nell’età di Galileo, Firenze, Giunti, 2009.
- L. Tongiorgi Tomasi, An Oak Spring Herbaria. Herbs and Herbals from the Fourteenth to the Nineteenth Centuries. A Selection of Rare Books, Manuscripts and Works of Art in the Collection of Rachel Lambert Mellon, in collaboration with T. Willis, with a description of the American herbals by M. Argetsinger, Upperville (Va.), Oak Spring Garden Library, 2009. (Annual Literature Award 2011)
- L. Tongiorgi Tomasi (a cura di), The Renaissance Herbal. The New York Botanical Garden, New York, The New York Botanical Garden, 2013.
- L. Tongiorgi Tomasi e G. Mangani (a cura di), Gherardo Cibo. Dilettante di botanica e pittore di ‘paesi’. Arte, scienza e illustrazione botanica nel XVI secolo, Ancona, Il lavoro editoriale, 2013. (Premio Pasquale Rotondi 2015)
- D. Contin e L. Tongiorgi Tomasi (a cura di), Discorsi di P.A. Mattioli. L’esemplare dipinto da Gherado Cibo: eccellenza di arte e scienza nel Cinquecento, Facsimile edizione del 1568, Sansepolcro, Aboca Edizioni, 2015.
- L. Tongiorgi Tomasi, S. Fraser e T. Willis (a cura di), Redouté to Warhol. Bunny’s Mellon Botanical Art, Oak Spring Garden Library, Virginia/New York Botanical Garden, 2016.
- D. Contin e L. Tongiorgi Tomasi (a cura di), Una nuova natura. Il gesuita Michael Boym nella Cina del Seicento, Sansepolcro, Aboca Edizioni, 2019.
- Paul and Bunny Mellon: Visual Biographies. The Trompe l’Oeil Paintings at Oak Spring, Virginia, in collaboration with T. Willis, Upperville (Va.), Oak Spring Garden Foundation, 2020.
- Ritratti, libri, giardini. Sebastiano del Piombo, Fernando Colombo, Agostino Chigi, Firenze, Olschki, 2021.